# Екатерина II — законодательница в храме богини Правосудия
«Екатерина II — законодательница в храме богини Правосудия» («Портрет Екатерины II в виде Законодательницы в храме богини Правосудия») — парадный портрет императрицы кисти Дмитрия Левицкого, наполненный многочисленными символами и аллегориями.

## История
В 1783 году канцлер Александр Безбородко заказал Левицкому, которому он покровительствовал, для своего петербургского дома парадное изображение, в дальнейшем известное под названием «Портрет Екатерины II — Законодательницы». С другой стороны, пишут, что портрет Екатерины II должен был открывать серию изображений кавалеров ордена св. Владимира и занял центральное место в интерьере здания Думы ордена. Впоследствии Левицкий создал ещё более десяти портретов вельмож, удостоенных наградами, однако здание не было построено.
Программа аллегорического портрета, вероятно, была сочинена с помощью Николая Львова.

## Описание
Картина — это аллегория образа справедливой, приносящей свой покой в жертву общественному служению правительницы. Екатерина II изображена в храме Фемиды (статуя которой с атрибутом — весами на заднем плане справа), указующей на жертвенник с надписью «Для общаго покоя», в белом платье и мантии с лентой ордена Св. Владимира и цепью ордена Андрея Первозванного, с лавровым венком на голове. Статуя Фемиды (без повязки на глазах, но с весами) и своды законов у ног императрицы  свидетельствуют о её государственной деятельности, корабли — о победах на Чёрном море, орёл с оливковой ветвью в клюве обозначает законные основы государственного управления, сжигание на алтаре маковых цветов, символа Морфея — уничтожение покоя и сна, которыми она жертвует ради своей страны.
«Средина картины, — объяснял свой замысел Левицкий, — представляет внутренность храма богини правосудия, пред которою, в виде Законодательницы, Ея Императорское Величество, сжигая на алтаре маковые цветы, жертвует драгоценным своим покоем для общего покоя. Вместо обыкновенной императорской короны увенчана она лавровым венцом, украшающим гражданскую корону, возложенную на главе Ея. Знаки ордена Св. Владимира изображают отличность знаменитую за понесенные для пользы Отечества труды, коих лежащия у ног Законодательницы книги свидетельствуют истину. Победоносный орел покоится на законах и вооруженный перуном страж рачит о целости оных. Вдали видно открытое море, а на развевающемся российском флаге изображенный на военном щите Меркуриев жезл означает защищенную торговлю».
Лицо императрицы следует иконографическому типу Рокотова (между 1769 и 1777 гг). Свидетельств, что императрица когда-либо позировала Левицкому (который написал более 20 её портретов), не существует.

## Влияние
Портрет был с восторгом принят обществом. Поэт Богданович обратился со страниц «Собеседника любителей российского слова» со стихотворным приветствием к художнику:
Левицкий! Начертав Российско божество,

Которым седьм морей покоится в отраде,

Твоею кистью ты явил в Петровом граде

Бессмертных красоту и смертных торжество.
Левицкий в следующем номере журнала в качестве ответа подробно описал своё произведение и дал его чёткое истолкование.
Державин написал оду «Видения Мурзы»:
…Сошла со облаков жена, —

Сошла — и жрицей очутилась

Или богиней предо мной.

Одежда белая струилась

На ней серебряной волной;

Градская на главе корона,

Сиял при персях пояс злат…

### Повторения
Варианты портрета находятся в Третьяковской галерее (начало 1780-х), в Новосибирской областной картинной галерее (1783), в Киевском музее русского искусства (ок. 1783); копия (вариант?) — в Пензенской областной картинной галерее имени К. А. Савицкого, в Приморской картинной галерее.

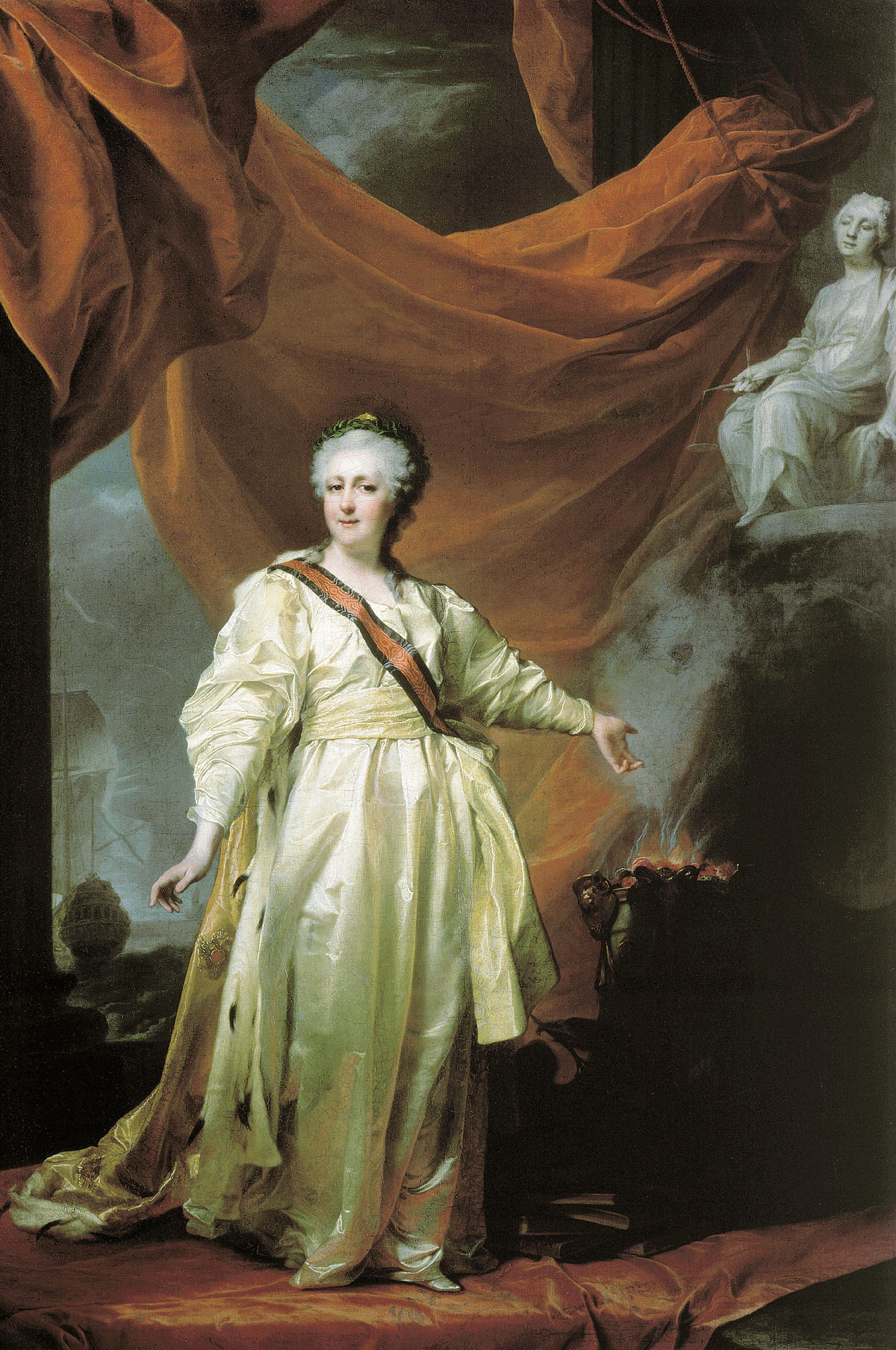
«Портрет Екатерины II в виде Законодательницы в храме богини Правосудия», начало 1780-х, ГТГ, 76.8 x 110 см
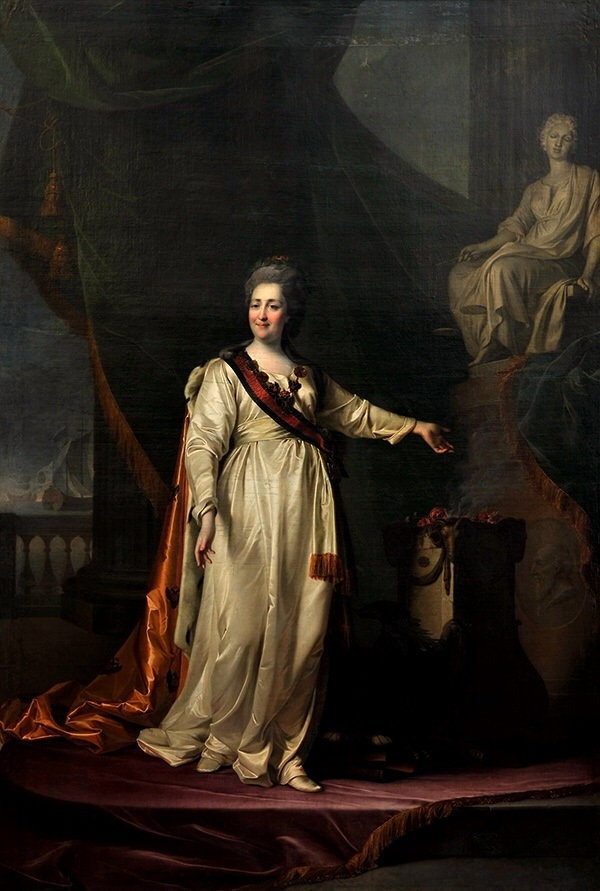
1783, Новосибирская картинная галерея
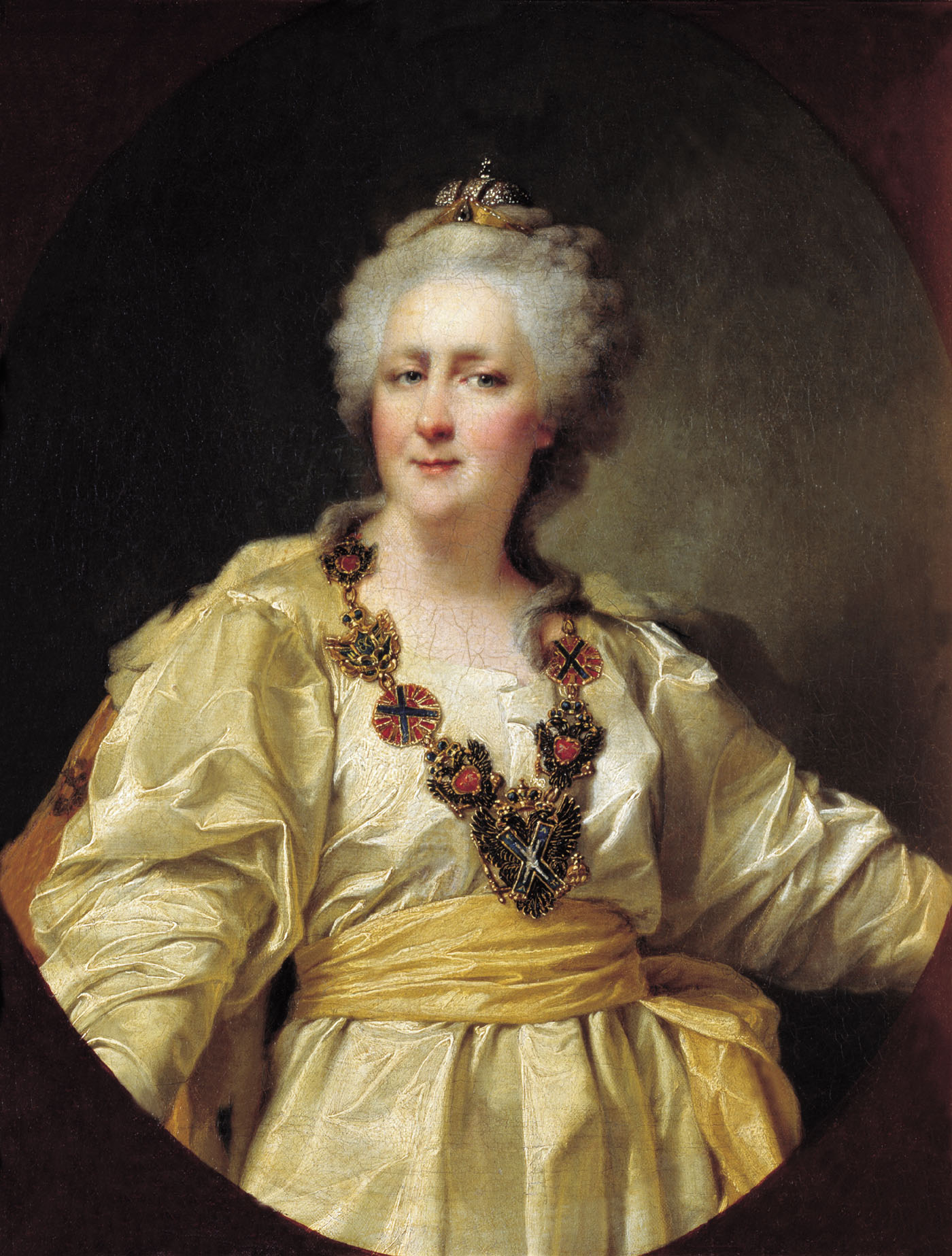
1794 год, Новгородский музей-заповедник

### Вариации
Композиционные идеи «Екатерины-Законодательницы» неоднократно повторялись и варьировались и самим Левицким, и его современниками.
Картина послужила основой и образцом для аллегорических изображений Екатерины II, созданных в 1790-е годы Иоганном Баптистом Лампи Старшим (1751—1830). Это «Портрет Екатерины II с аллегорическими фигурами Сатурна и Истории» (1793, ГЭ; эскиз — ГРМ) и «Портрет Екатерины II с аллегорическими фигурами Крепости и Истины» (1790-е, Архангельск). Иконографический «тип Лампи» был популярен не менее «типа Левицкого».

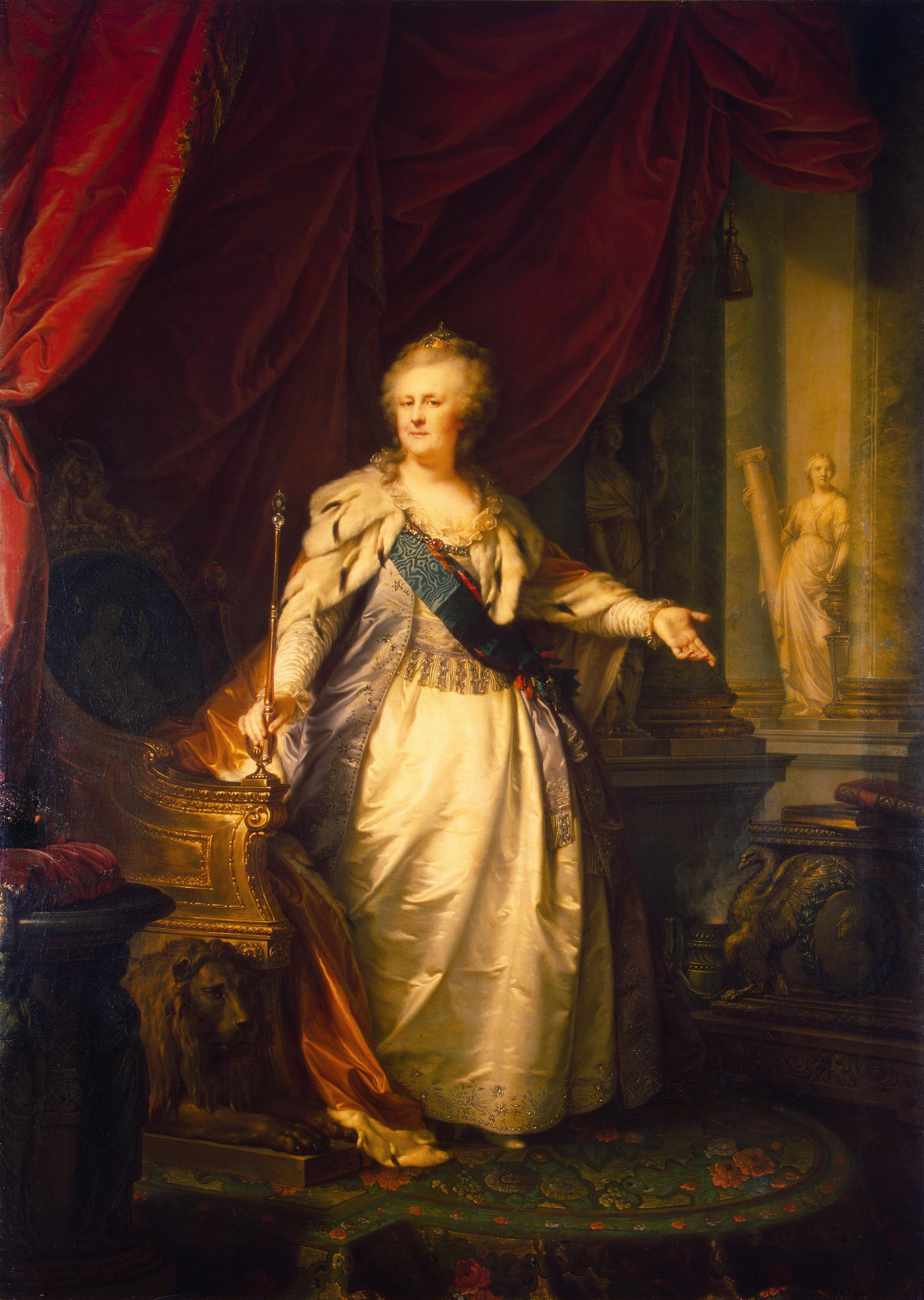
Лампи. Портрет императрицы Екатерины II с аллегорическими фигурами Крепости и Истины. Эрмитаж
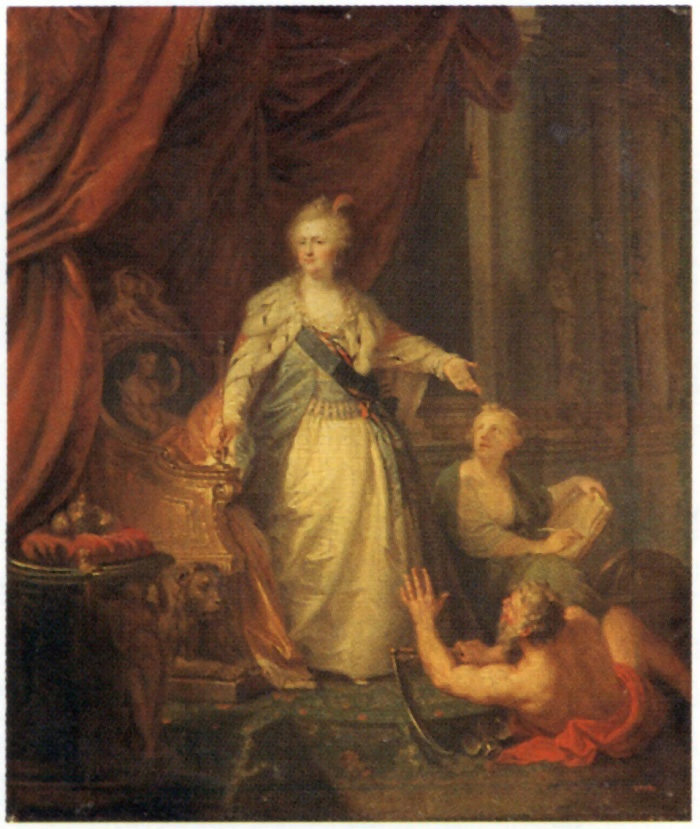
Лампи. Портрет Екатерины II с аллегорическими фигурами Сатурна и Истории. ГРМ

### Скульптура

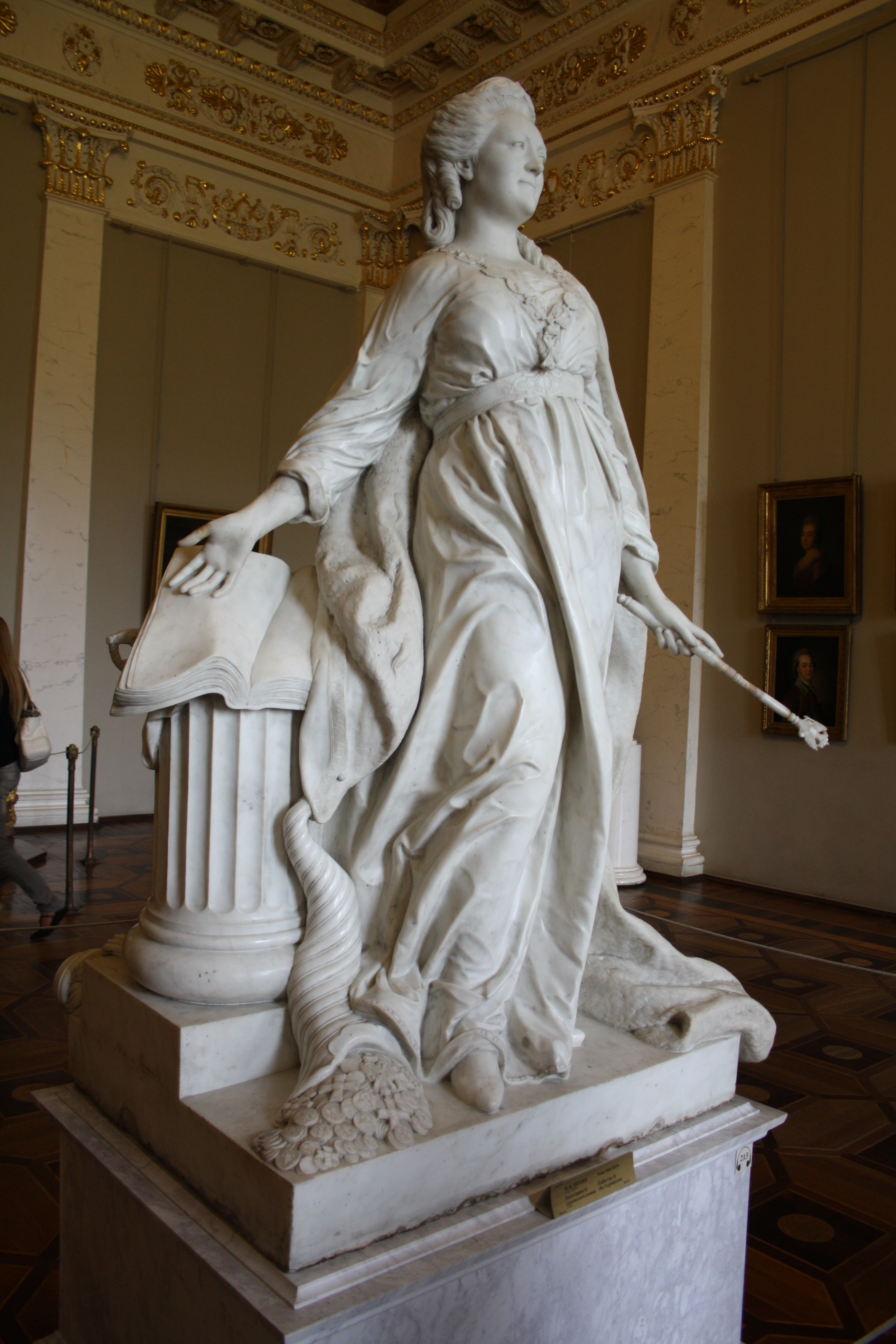

По этому портрету Федот Шубин в 1790 году выполнил скульптуру «Екатерина II — законодательница» (ГРМ).